# HMS Hojskär (70)
HMS Hojskär (70) var en bevakningsbåt i svenska marinen. Hon var i tjänst vid Gotlands kustartilleriregemente, KA 3 år 1993. Hon heter numera SVK70 Känsö och har fungerat som utbildningsplatform för Sjövärnskåren på Gotland. Numer överflyttad till Sjövärnskåren Göteborg. Hon byggdes på AB Bröderna Larsson varv och mekaniska verkstad i Kristinehamn och sjösattes 1961. Inann hon flyttades över till Sjövärnskåren Göteborg var hon döpt efter Hojskär, en kobbe på nordöstra Gotland. Numer är hon döpt efter Känsö, där Sjövärnskåren bedriver ungdomsutbildning varje sommar.
I december 2009 fick Hojskär skador på propellrar, roder och skrov efter man gått på grund i Fårösund. Båten drogs loss av försvarets bevakningsbåt Djärv.